# Lake Montezuma, Arizona
Lake Montezuma je naseljeno područje za statističke svrhe u američkoj saveznoj državi Arizona. Prema popisu stanovništva iz 2010. u njemu je živjelo 4,706 stanovnika.